# Solec Kujawski (gmina)
Solec Kujawski est une gmina mixte du powiat de Bydgoszcz, Couïavie-Poméranie, dans le centre-nord de la Pologne. Son siège est la ville de Solec Kujawski, qui se situe environ 17 km à l'est de Bydgoszcz et 27 km à l'ouest de Toruń.
La gmina couvre une superficie de 175,35 km2 pour une population de 16 067 habitants en 2012.

## Géographie
La gmina est bordée par la ville de Bydgoszcz et les gminy de Nowa Wieś Wielka, Rojewo, Wielka Nieszawka et Zławieś Wielka.